# LibreBOR
LibreBOR o també anomenat LibreBORME és un cercador d'empreses i càrrecs directius d'aquestes al Butlletí Oficial del Registre Mercantil. Fou creat com a Projecte de Final de Carrera de l'enginyer informàtic malagueny Pablo Castellano, tutoritzat per Carlos Canal de la Universitat de Màlaga i David Cabo de la Fundación Ciudadana Civio. L'any 2015 rebria el tercer premi al Certamen de Proyectos Libres de la Universitat de Granada.
La motivació per crear aquest cercador sorgí en Pablo Castellano quan aquest s'adonà que tot i la transparència que es pregonava des de les institucions, aquestes no acabaven de publicar les dades en obert i de forma reutilitzable per tal que fossin treballats de forma universal sense restriccions tècniques ni comercials. Des de l'any 2009 el BORME es publicava ja de forma electrònica a Internet, però només dels números actuals i més recents però no dels anteriors i més antics que s'havien de sol·licitar expressament inclòs en forma de fotocòpies en paper havent d'indicar el número concret de BORME. Això ocasionava que institucions com el Col·legi de Registradors de la Propietat i Mercantils d'Espanya estiguessin venent serveis com el de consultar en quin número del BORME es trobava certa dada. A més en contactar amb l'administrador de la web del BORME, Pablo confirmà que aquesta situació de mancances en l'obertura de les dades no es resoldria a causa del "conveni i la legislació actual del Registre Mercantil". A més els documents publicats a la web del BORME poden contenir confusions en noms de persones entre d'altres, errades que acaben també als sistemes que automatitzen la indexació d'aquests documents.

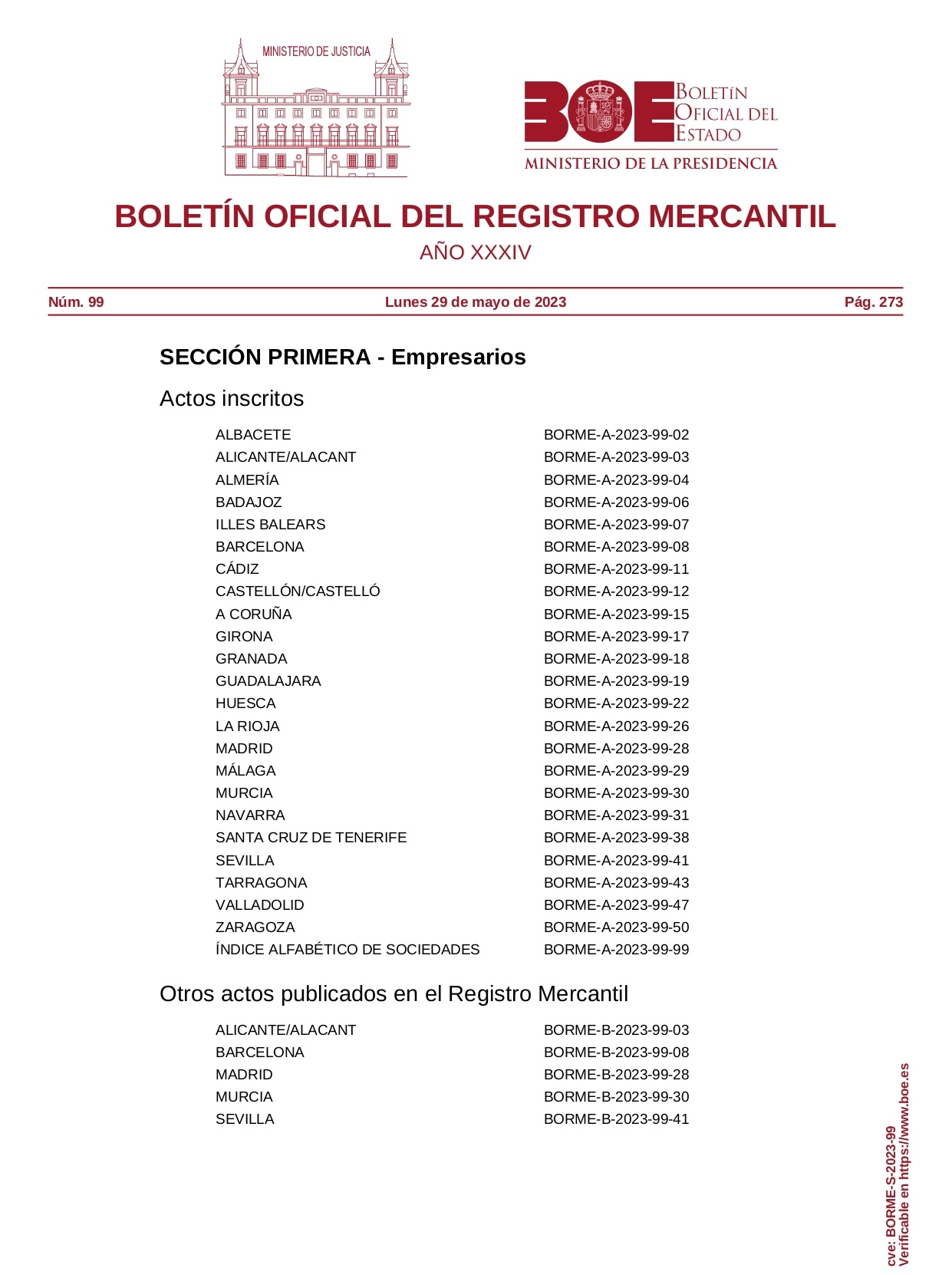
Portada del Butlletí Oficial del Registre Mercantil del dilluns 29 de maig de 2023.

Pablo anuncià cap al febrer de 2015 que estava creant una plataforma automatitzada que descarregués els BORME des del 2 de gener de 2009, per processar-los i generar una base de dades amb els continguts destacats, identificant entitats i accions. El codi però ja l'havia començat a publicar a GitHub des del 27 de setembre del 2014. I segons constava ja en el mateix codi, aquest seria allotjat al núvol utilitzant el framework Django i el llenguatge de programació Python. Després va contactar amb la Fundació Ciudadana Civio la qual estigué d'acord a donar suport conjunt a la plataforma. El codi font es publicaria sota llicència lliure i es facilitarien totes les dades recopilades a OpenCorporates, una iniciativa que pretén alliberar dades de societats a escala mundial i "assignar una direcció URL a cada empresa del món".
LibreBorme es publicaria a Internet a finals de març de l'any 2015 en el domini libreborme.net. La web faria servir una base de dades MongoDB i permetria ja cercar milers de dades, com noms d'empreses, veure a quins BORMEs apareixien i també quins actes mercantils havien dut a terme. També possibilitaria la cerca de noms de persona i amb els noms obtenir un llistat de societats relacionades amb aquests.
El funcionament de la plataforma seria el següent:
- Anar a la web del BORME i obtenir els BORMEs de l'últim dia
- Descarregar tots els PDFs del dia
- Retallar els PDFs per obtenir altres PDFs amb la regió que ens interessa (treure'n els marges)
- Conversió de PDF a text i neteja del text que sol contenir caràcters estranys
- Reconèixer en el text els actes inscrits i en ells els noms de les entitats que ens interessen (empreses i persones principalment) i generar un fitxer CSV a partir d'ells

L'any 2019 però Pablo Castellano ve rebre un burofax de l'empresa Ungria Patentes y Marcas S.A. en el qual se'l pressionava a deixar d'utilitzar el nom de LibreBORME ja que "BORME" era una marca registrada de l'Agència Estatal Boletín Oficial del Estado. En aquest burofax es donaven 7 dies per cessar totes les activitats relacionades amb LibreBORME ja que la "marca BORME" la tenia registrada l'AEBOE i fins i tot li exigiren transferir gratuïtament el domini libreborme.net per resoldre amistosament aquest conflicte sense arribar a judici. Aquesta petició de cessament i desisteixi però arribà 4 anys després que LibreBORME es publiqués a Internet, i no havent ofertat cap servei comercial. Pablo decidí contactar amb els demandants, i aquests en conèixer millor la finalitat del projecte rebaixaren les peticions, així que al final el projecte LibreBORME canvià el seu nom a LibreBOR variant també el seu domini a librebor.me.